# وانجا اودوویچیچ
وانجا اودوویچیچ (سیریلیک صربی: Вања Удовичић؛ زادهٔ ۱۲ سپتامبر ۱۹۸۲) سیاستمدار اهل صربستان است.